# Chessy (Senna e Marna)
Chessy è un comune francese di 4 251 abitanti situato nel dipartimento di Senna e Marna nella regione dell'Île-de-France.
È parte del quarto settore della città nuova di Marne-la-Vallée.

## Storia
Da villaggio abitato prevalentemente da agricoltori, Chessy vide, a partire dagli anni sessanta, l'insediamento della borghesia parigina che cercava un'evasione dalla città di Parigi, specialmente durante i weekend. Ma nel corso del tempo, la sua relativa vicinanza alla città portò anche la nobiltà ad interessarsi alla zona, con il risultato che, nel XVI secolo, si iniziò la costruzione di quello che oggi è una delle opere più significative della regione: il castello di Chessy. Commissionato dal Signore di Chessy e di Pommeuse, Jean de Fourcy, il castello è anche circondato da uno spettacolare giardino contenente un variegato tipo di vegetazione.

## Monumenti e luoghi d'interesse
Un'ampia area situata nel comune di Chessy fu destinata, nel 1987, ad ospitare le opere previste dal progetto "Euro Disney", insieme ad altri quattro comuni. In particolare, il parco a tema Disneyland Park, inserito nel complesso Disneyland Paris, si trova completamente nell'area comunale.

## Società

### Evoluzione demografica
Abitanti censiti